# Shuttarna II

Mapa que representa els límits aproximats dels territoris subjectes al Regne de Mitanni en el seu apogeu abans de les ofensives egípcies.

Shuttarna II o Šuttarna (bon sol) va ser rei de Mitanni cap a l'any 1410 aC. Era successor d'Artatama I.
Sembla que no gaire després d'arribar al tron, potser el 1410 aC, alguns prínceps sirians (de Tunip, Cadeix, Taḥšî, Gezer i alguns altres) es van revoltar contra Egipte, però els egipcis els van sotmetre sense dificultat. No és clara la implicació del nou rei de Mitanni en l'afer, però després Šuttarna va ser rebut a la cort egípcia i va signar un tractat amb Tuthmosis IV que va fixar la frontera entre els dos poders hegemònics establint una línia entre Qatna i Cadeix. Tuthmosis IV es va casar amb la princesa Mutemuia, filla d'Artatama I i germana de Šuttarna. Més tard Amenofis III d'Egipte, que va regnar entre el 1390 aC i el 1350 aC, es va casar amb la primera de les dues princeses de Mitanni que serien les seves dones: Giluhepa (filla de Šuttarna II) i després Taluhepa (filla de Tushratta). Es van intercanviar cartes amables i regals sumptuosos i Mitanni va mostrar interès en l'or egipci.
Els regnes que s'havien format a la regió de l'Alt Eufrates i la futura Armènia, alguns d'ells hurrites, van començar a quedar sota influència dels hitites, durant el regnat de Muwatallis I, entre els anys 1420 aC-1400 aC. Aquests regnes eren Tegarama, Zazzisa, Alha, Armatana, Arawanna, Ishuwa i d'altres. En temps de Subiluliuma I, rei hitita que no volia un conflicte directe amb Egipte i va evitar enfrontar-se amb Mitanni, Šuttarna es va dirigir contra els hitites, que havien conquerit els territoris propers, sense que li haguessin mostrat cap provocació. Subiluliuma va reaccionar i va prendre represàlies. Les forces de Mitanni van ser derrotades i el rei, els ciutadans més destacats i Aitakkama, el fill del rei van ser fets presoners. Els egipcis no van reaccionar, i Subiluliuma va permetre més tard que Aitakkama tornés al seu regne, on probablement va ocupar el tron del seu pare, encara que no n'han quedat registres. Mitanni, mentre li va convenir, va donar mostres de ser fidel als hitites, i ampliava la seva influència als territoris que havia perdut, sobretot amb aliances, on destaca l'acord amb Aziru, rei d'Amurru. Mitanni va reaccionar contra els hitites i després del 1400 aC aquells territoris van tornar a quedar sota l'alta sobirania hurrita.
Quan va morir Šuttarna, potser el 1399 aC, hi va haver un conflicte dinàstic per la successió al tron. El seu fill gran, Artashshumara va morir assassinat per un tal Ud-hi o Uthi; se suposa que aquest Uthi volia regnar en nom d'un rei menor d'edat i va proclamar rei al fill petit del rei Shuttarna. Un home anomenat Tushratta va ocupar el tron, però un altre candidat, Artatama II, també reclamava el lloc. Subiluliuma va triar aquest moment per travessar l'Eufrates i ocupar Isuwa, un dels països que havien ocupat terres hitites en temps de Tudhalias III. Finalment, Tushratta, el nou rei, es va enfrontar als hitites i els va vèncer, o al menys així ho va dir en una carta dirigida al faraó.